# Running (Sandro Nicolas)
Running è un singolo del cantante tedesco Sandro Nicolas, pubblicato il 6 marzo 2020 su etichetta discografica Panik Records. Il brano è scritto dallo stesso cantante con Alfie Arcuri, Sebastian Metzner Rickards, Octavian Rasinariu e Teo DK.
Il brano è stato selezionato internamente dall'emittente radiotelevisiva cipriota CyBC per rappresentare Cipro all'Eurovision Song Contest 2020 a Rotterdam, nei Paesi Bassi.

## Tracce
Download digitale
1. Running – 3:02

Download digitale - versione acustica
1. Running (versione acustica) – 3:33